# مناخ
المُنَاخُ هو متوسط حالات الطقس على المدى الطويل، ويُحتسب عادةً على مدى 30 عاماً. من متغيرات علم الأرصاد الجوية التي تُقاس بشكل عام: درجة الحرارة ورطوبة الهواء والضغط الجوي والرياح والهطول المطري. بمعنى أوسع، المناخ هو حالة مكونات النظام المناخي، والتي تشمل المحيطات والجليد على الأرض. يتأثر مناخ موقع ما بالتضاريس والعرض الجغرافي والارتفاع، وكذلك المسطحات المائية القريبة وتياراتها.
وبشكلٍ عام، فمناخ المنطقة هو الحالة العامة للنظام المناخي في ذلك الموقع في الوقت الحالي.
يمكن أن تكون المناخات مصنّفة وفقاً لمتوسط المتغيرات المختلفة ونطاقاتها النموذجية، وأكثرها شيوعاً درجة الحرارة وهطول الأمطار. أكثر مخططات التصنيف استخداماً هو تصنيف كوبن للمناخ. أما نظام ثورنثويت، المستخدم منذ عام 1948، فيُدخل النتح التبخري جنباً إلى جنب مع معلومات درجة الحرارة وهطول الأمطار، ويُستخدم في دراسة التنوع البيولوجي وكيف يؤثر الاحتباس الحراري عليه. بينما يركز نظام بيرغيرون ونظام التصنيف المركب المكاني على أصل الكتل الهوائية التي تحدد مناخ المنطقة.
علم المناخ القديم هو دراسة المناخات القديمة. نظراً لوجود عدد قليل جداً من الملاحظات المباشرة عن المناخ قبل القرن التاسع عشر، يتم استنتاج طبيعة المناخات من المتغيرات المناخية التي تتضمن أدلة غير حيوية مثل الرواسب الموجودة في البحيرات والعينات اللبية الجليدية، والأدلة الحيوية مثل تحديد أعمار الأشجار والشعاب المرجانية.
أما نماذج المناخ فهي نماذج رياضية لمناخات الماضي والحاضر والمستقبل. قد يحدث تغيّر المناخ على مدى فترات زمنية طويلة أو قصيرة بسبب عوامل منوّعة؛ ينتج الاحترار العالمي إعادة توزيع؛ على سبيل المثال تغيّر متوسط درجة الحرارة السنوية بمقدار 3 درجات مئوية يتوافق مع تحوّل في خط تساوي الحرارة لحوالي 300-400 كم في خطوط العرض في المناطق المعتدلة و500 متر ارتفاعاً. وعليه فإنه من المتوقع أن تتحرك الأنواع إلى الأعلى في الارتفاع أو باتجاه القطبين في خطوط العرض استجابةً لتغير المناطق المناخية.

## تعريفات

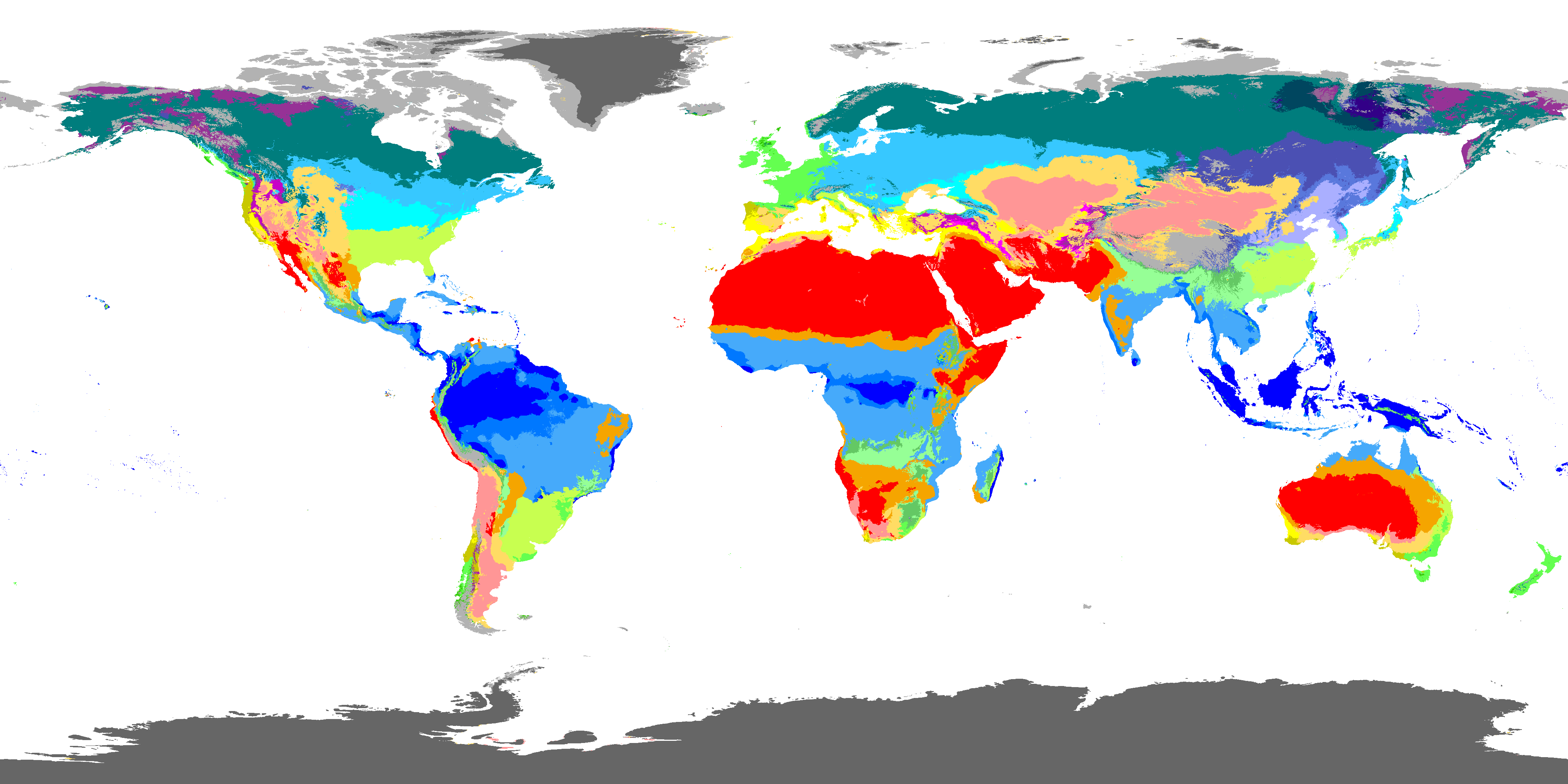
تصنيف كوبن للمناخ على خريطة العالم.

خريطة عامة لدرجة الحرارة العالمية وفق تفاضل البرودة والحرارة البسيط.

المستويات الثلاثة لفروق درجات الحرارة.

اشتق مصطلح "climate" (المناخ) من الكلمة اليونانية "klima" والتي تعني «الميل»، ويُعرّف المناخ بشكل شائع بأنه متوسط قراءات حالة الطقس على مدى فترات طويلة. متوسط الفترة القياسية هي 30 عاماً، إلا أنه قد تستخدم فترات أخرى حسب الغرض. يشمل المناخ أيضاً إحصاءات خلاف المعدل (أو المتوسط)، كحجم الاختلافات من يوم ليوم أو من سنة لسنة. يعرّف تقرير التقييم الثالث للجنة الدولية للتغيرات المناخية الصادر عن اللجنة الدولية للتغيرات المناخية المناخ كما يلي:
تصف المنظمة العالمية للأرصاد الجوية «المعايير» المناخية بأنها «النقاط المرجعية التي يستخدمها علماء المناخ لمقارنة الاتجاهات المناخية الحالية بالاتجاهات السابقة أو ما يعتبر» عادياً«. أما» العادي«فهو المتوسط الحسابي لعنصر الطقس (مثلاً درجة الحرارة على مدى 30 عاماً. تستخدم فترة»30 عاماً«لأنها فترة طويلة بما يكفي لتصفية الاختلافات والشذوذ المحتمل في القراءات، لكنها تعتبر أيضاً فترة قصيرة بما يكفي لإظهاراتجاهات مناخية أطول». نشأت المنظمة العالمية للأرصاد الجوية من المنظمة الدولية للأرصاد الجوية والتي نشأت تأسست كلجنة فنّية لعلم المناخ عام 1929. في اجتماعها المنعقد في فيسبادن عام 1934، حدّدت اللجنة الفنية فترة الثلاثين عاماً من 1901 حتى 1930 كإطار زمني مرجعي للمعايير القياسية المناخية. وافقت المنظمة العالمية للأرصاد الجوية عام 1982 على تحديث المعايير المناخية، ثم استُكملت لاحقاً على أساس البيانات المناخية من 1 كانون الثاني (يناير) 1961 حتى 31 كانون الأول (ديسمبر) 1990.
يمكن تلخيص الفرق بين المناخ والطقس من خلال العبارة الشائعة «المناخ هو ما تتوقعه، أما الطقس فهو ما تحصل عليه». خلال فترات العصور التاريخية، كان ثمة عدد ثابت من المتغيرات التي تحدّد المناخ، بما فيها العرض الجغرافي والارتفاع، ونسبة اليابسة إلى المياه، ومجاورة المحيطات والجبال. تكون هذه التغييرات خلال فترات زمنية مدتها ملايين السنين بسبب العمليات الجيولوجية كالصفائح التكتونية. ثمة محددات أخرى للمناخ أكثر ديناميكية: فالدورة الحرارية الملحية للمحيط تسبب ارتفاع درجة حرارة شمال المحيط الأطلسي بمعدل 5 درجات مئوية مقارنة بأحواض المحيطات الأخرى. تعيد تيارات محيطية أخرى توزيع الحرارة بين الأرض والمياه على نطاق إقليمي أكبر. تؤثر كثافة ونوع الغطاء النباتي على امتصاص الحرارة الشمسية، واحتباس الماء وهطول الأمطار على المستوى الإقليمي. أما التغييرات في كمية غازات الدفيئة في الغلاف الجوي فتحدد كمية الطاقة الشمسية التي يحتفظ بها الكوكب، ما يؤدي إلى الاحتباس الحراري أو التبريد العالمي. المتغيّرات التي تحدد المناخ عديدة، ومعقدة التفاعلات؛ لكن ثمة اتفاق عام على أن الخطوط العريضة مفهومة، على الأقل فيما يتعلق بمحددات تغيّر المناخ التاريخية.

## أنماط المناخ
يستخدم العلماء العديد من الطرق لتصنيف المناخ إلى أنظمة بيئية متشابهة. وضع اليونانيون القدماء تعريفاً للمناخ تم تصنيفه اعتماداً على خطوط العرض. لكن حديثاُ يوجد العديد من الطرق لتصنيف أنماط المناخ المختلفة، والتي تعتمد غالباً على الطرق الوراثية، والتي تركز على مسببات حدوث مناخ ما، والأساليب التجريبية التي تركز على تأثيرات المناخ. ومن الأمثلة على الطرق الوراثية لتصنيف المناخ الطرق التي تستند إلى التكرار النسبي لأنواع مختلفة من الكتل الهوائية أو مواقع اضطرابات الطقس الإجمالية. ومن الأمثلة على الأساليب التجريبية تحديد المناطق المناخية حسب قدرة النباتات على احتمال الظروف البيئية، أو نسب التبخر، أو بالاعتماد على تصنيف كوبن للمناخ، والذي تم تصميمه في الأصل لتحديد المناخات المرتبطة ببعض الأقاليم البيولوجية. لكن هذه التصانيف تواجه قصوراً بسبب وضعها حدوداً واضحة بين الأقاليم، بدلاً من وجود تدرج بالانتقال من إقليم لآخر وهو الأكثر شيوعاً في الطبيعة.

### تصنيف بيرغيرون والتجميعي المكاني
أبسط تصنيف هو الذي يتضمن حسابات الكتل الهوائية. يُعتبر تصنيف بيرغيرسون الأكثر قبولاً لتصنيف كتلة الهواء. يتضمن تصنيف كتلة الهواء ثلاثة أحرف، الأول يصف خصائص الرطوبة، حيث يُستخدم حرف c للدلالة على الكتل الهوائية القارية (الجافة)، وحرف m للدلالة على الكتل الهوائية البحرية (الرطبة). يصف الحرف الثاني الخصائص الحرارية لمنطقة مصدر الكتلة الهوائية: حيث يرمز حرف T للمناطق الاستوائية وحرف P للمناطق القطبية وحرف A للمناطق القطبية الشمالية أو القطب الجنوبي، أما حرف M فيرمز للرياح الموسمية وحرف E للمناخ الاستوائي وD للهواء الفائق (الهواء الجاف الذي تشكّله هبوطية كبيرة في الغلاف الجوي). أما الحرف الثالث فيستخدم لتعيين استقرار الغلاف الجوي، فإذا كانت الكتلة الهوائية أبرد من الأرض فإنها تُسمّى k، وإذا كانت أكثر دفئاً من الأرض التي تحتها فإنها تسمّى w.
 في حين استخدمت كتلة الهواء في الأصل في التوقّعات الجوّية خلال عقد الخمسينيات، بدأ علماء المناخ إنشاء مناخات متزامنة بناءً على هذه الفكرة عام 1973.
وفقاً لمخطط تصنيف بيرغيرون، وهو نظام التصنيف التجميعي المكاني (SSC)، فإنه يوجد ست فئات ضمن هذا المخطط: جاف قطبي (شبيه بالقطب القارّي)، وجاف معتدل (شبيه بالبحري الفائق)، والاستوائي الجاف (شبيه بالاستوائي القاري)، والقطبي الرطب (شبيه بالقطب البحري)، ورطب معتدل (هجين بين القطبي البحري والاستوائي البحري)، والاستوائي الرطب (شبيه بالاستوائي البحري والرياح الموسمية البحرية والاستوائي البحري).

### تصنيف كوبن

المتوسط الشهري لدرجات الحرارة السطحية بين عامي 1961-1990. هذا مثال على مدى اختلاف المناخ باختلاف الموقع والموسم

صور شهرية للعالم من وكالة ناسا

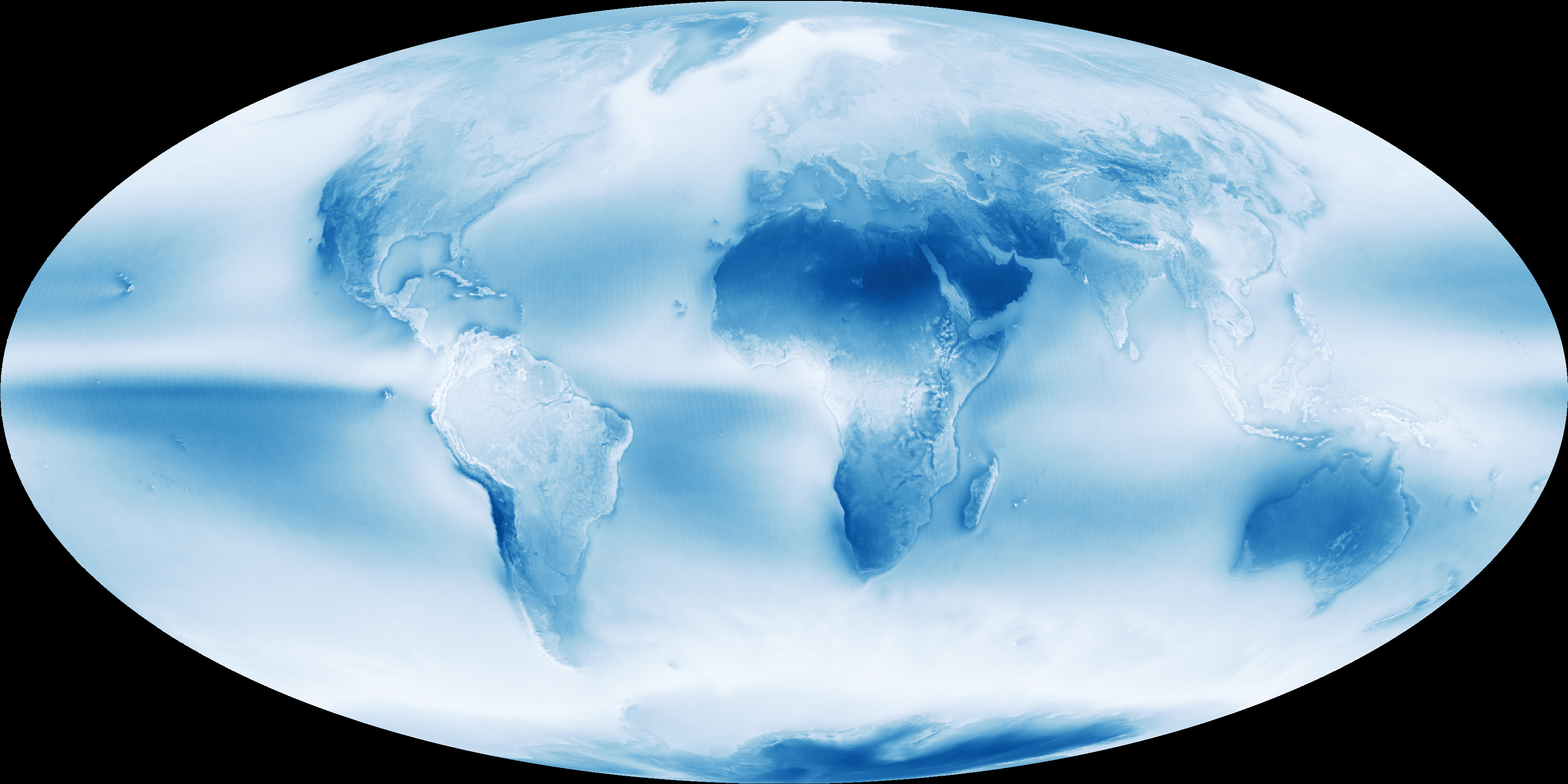
البقع المشمسة والغائمة في العالم. خريطة مرصد الأرض التابعة لوكالة ناسا باستخدام البيانات التي تم جمعها بين يوليو 2002 وأبريل 2015.

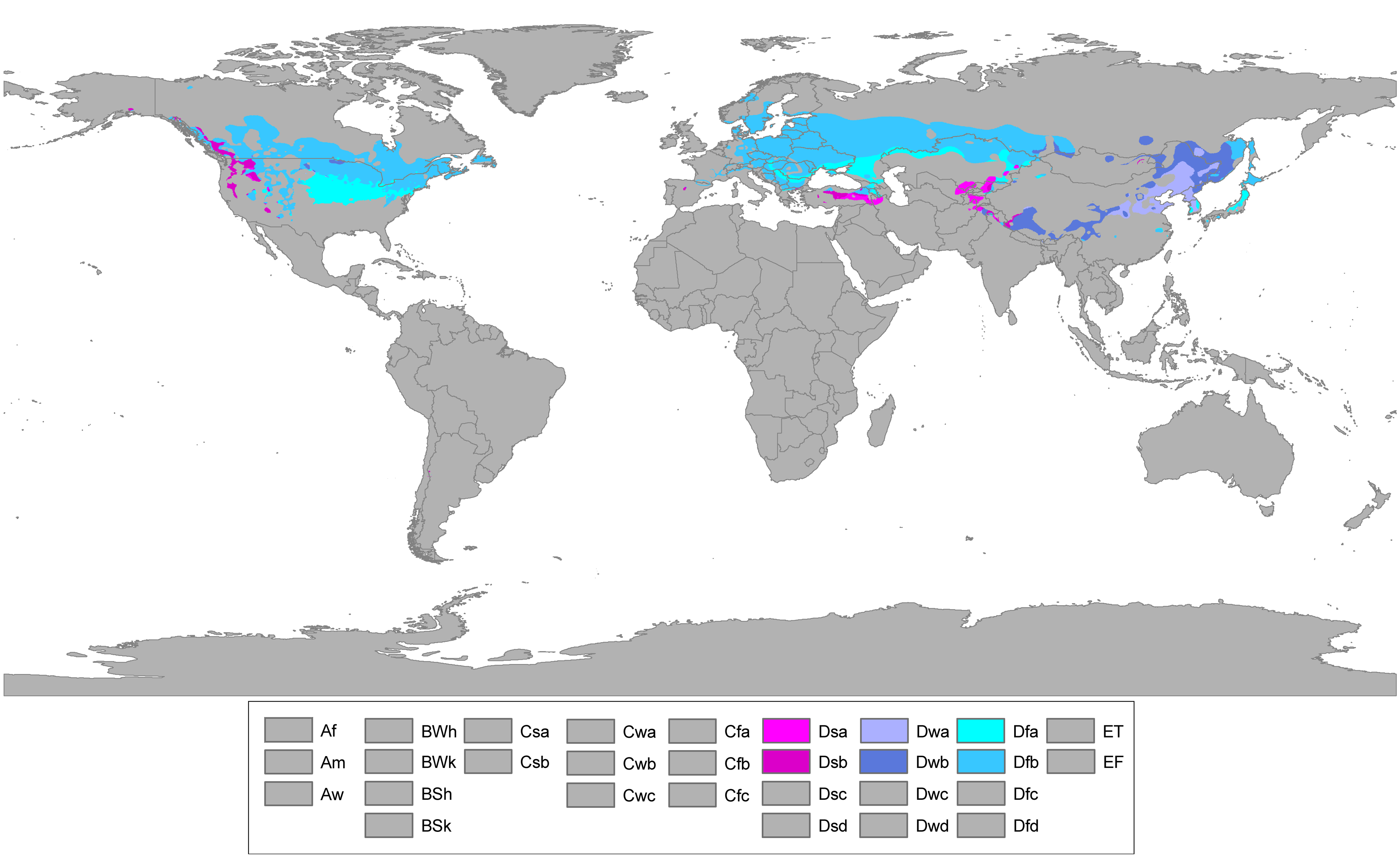
المناخ الرطب القاري في العالم

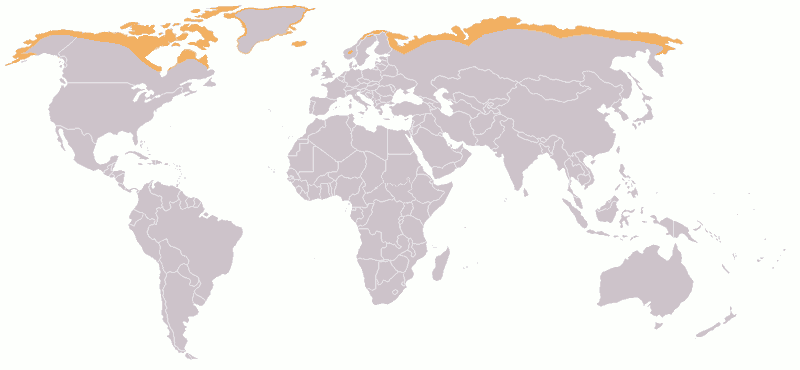
خريطة التُندرا القطبية الشمالية

يعتمد تصنيف كوبن على متوسط القيم الشهرية لدرجة الحرارة وهطول الأمطار. الشكل الأكثر شيوعاً من تصنيف كوبن يتكون من خمس درجات من الحرف A إلى E. والدرجات الرئيسية هي A: استوائي، B: جاف، C: معتدل في دوائر العرض المتوسطة، D: بارد في دوائر العرض المتوسطة، E: قطبي. كما يُمكن تصنيف هذه التصنيفات الرئيسية إلى تصنيفات ثانوية، مثل الغابات المطيرة والرياح الموسمية والسافانا المدارية والمناخ الرطب شبه المداري والمناخ الرطب القاري والمناخ المحيطي والمناخ المتوسطي والصحراء والسهوب والمناخ شبه القطبي والتندرا والغطاء الجليدي القطبي.
- الغابات المطيرة تتميزة بكميات هطول مطرية كبيرة جداً، ومعدل الهطول المطري فيها ما بين 1,750 ملم وبين 2,000 ملم. ومتوسط درجات الحرارة تتجاوز 18°مئوية خلال جميع أشهر السنة.[24]
- الرياح الموسمية وهي الرياح التي تنتشر في موسم ما وتستمر لعدة أشهر، مما يؤدي لتساقط الأمطار في المنطقة.[25] وتحدث الرياح الموسمية في أمريكا الشمالية وأمريكا الجنوبية وأفريقيا جنوب الصحراء الكبرى وأستراليا وشرق آسيا.[26]
- السافانا المدارية وهي أرض عشبية تعتبر موطن بيئي ومناخها يتراوح ما بين شبه القاحل وشبه الرطب، وتقع هذه المنطقة ما بين المناطق شبه الاستوائية والاستوائية على خطوط العرض الجغرافية. ومعدل درجات الحرارة تكون أعلى من 18° مئوية طوال العام، ومعدل تساقط الأمطار السنوي يكون بين 750 ملم وبين 1,270 ملم. وهي منتشرة في إفريقيا، وتوجد في الهند والأجزاء الشمالية من أمريكا الجنوبية وماليزيا وأستراليا.[27]

الغطاء السحابي لمدة شهر في عام 2014، الصورة مأخوذة من مرصد الأرض التابع لوكالة ناسا.

- شبه الاستوائية الرطبة وهي منطقة مناخية تهطل فيها الأمطار في فصل الشتاء وأحياناً الثلوج، وتترافق هذه الأمطار مع عواصف ضخمة تتحكم بها الرياح الغربية القادمة من الغرب إلى الشرق. أما الأمطار الصيّفية تحدث خلال العواصف الرعدية أو الأعاصير الإستوائية.[30] تقع المناخات شبه الاستوائية الرطبة على الجانب الشرقي من القارات، بين خطي العرض 20 درجة و40 درجة تقريبًا بعيدًا عن خط الاستواء.[31]
- المناخ القاري الرطب يتميز بأنماط طقس متغيرة وتباين كبير بدرجات الحرارة الموسمية. ويدخل تحت هذا التصنيف الأماكن التي يزيد متوسط درجة الحرارة اليومية فيها عن 10°مئوية، وأبرد درجة حرارة شهرية تصل إلى −3°مئوية، وهذه المنطقة لا تستوفي معايير المناطق الجافة وشبه الجافة، لذلك تُصنف على أنها قارية.[32]
- المناخ المحيطي عادةً ما يتم العثور على المناخ المحيطي على طول السواحل الغربية في خطوط العرض الوسطى لجميع قارات العالم، وكذلك في جنوب شرق أستراليا، وفي هذا المناخ يحدث هطول وفير على مدار السنة.[33]
- مناخ البحر الأبيض المتوسط وهو المناخ الذي يُشبه المناخ السائد على أراضي حوض البحر الأبيض المتوسط، ومن هذه المناطق أجزاء من غرب أمريكا الشمالية، وأجزاء من أستراليا الغربية وأستراليا الجنوبية، وفي المنطقة الجنوبية الغربية لجنوب أفريقيا، وأجزاء من وسط تشيلي. وهذا المناخ يتميز بصيفٍ حار وجاف وشتاءٍ بارد ورطب.[34]
- السهوب وهي أراضي عشبية جافة، تتباين فيها درجات الحرارة بشكل كبير جداً، حيثُ تصل بالصيف إلى 40°مئوية وخلال فصل الشتاء تصل إلى أقل من −40°مئوية.[35]
- المناخ شبه القطبي وهو مناخ شحيح الأمطار،[36] أعلى معدل لدرجات الحرارة في هذا المناخ 10°مئوية ويستمر هذا المعدل لمدة ثلاثة شهور، تنتشر فيها التربة الصقيعية على مساحة واسعة بسبب انخفاض درجات الحرارة طوال العام. درجة حرارة الشتاء في المناخ شبه القطبي تصل في المناطق الشمالية إلى أقل من 0°مئوية.[37]
- التُندرا وهو المناخ السائد في أقصى شمال نصف الأرض الشمالي، شمال حزام التايغا، ومناخ التُندرا ينتشر بشكل واسع في شمال روسيا وكندا.[38]
- الغطاء الجليدي القطبي أو القبعة الجليدية القطبية وهي خطوط العرض البعيدة عن خط الاستواء في أي كوكب أو قمر وتكون مغطية بالجليد بالكامل، وتتكون هذه الأغطية الجليدية نتيجة تلقيها أشعة شمس أقل من المناطق الاستوائية، مما يؤدي لانخفاض درجة حرارة السطح.[39]

الصحراء وهي المناطق الطبيعية التي تتلقى أقل معدل لهطول الأمطار، كما أنها مناطق لديها أكبر تباين في درجات الحرارة خلال اليوم الواحد وكذلك بين فصول السنة بارتفاع وانخفاض مستمر. أعلى درجات الحرارة في هذا المناخ تكون في نهار فصول الصيف وتصل إلى أعلى من 45°مئوية، وأقل درجات الحرارة تكون في ليالي فصل الشتاء وتصل إلى أقل من 0°مئوية، وذلك بسبب الرطوبة المنخفضة للغاية. تتشكل معظم الصحاري بسبب الظل المطري، حيث تمنع الجبال مسار الرطوبة والأمطار إلى الصحراء.

### ثورنثويت

الهطول حسب الشهر

هذه الطريقة في تصنيف المناخ ابتكرها عالم المناخ والجغرافيا الأمريكي ثورنثويت، وطريقة هذا التصنيف تعتمد على كمية المياه في التربة باستخدام التبخر. ويقيس كمية هطول الأمطار الإجمالية المستغلة لري النباتات في منطقة ما. ويستخدم عدة مؤشرات مثل مؤشر الرطوبة ومؤشر الجفاف لتحديد نظام الرطوبة في المنطقة بناءً على متوسط درجة الحرارة، ومتوسط هطول الأمطار، ومتوسط نوع الغطاء النباتي. وإذا انخفضت قيمة المؤشر في أي منطقة معينة، كلما كانت المنطقة أكثر جفافاً.
والفئات المستخدمة في تصنيف الرطوبة تكون كالتالي: عالي الرطوبة، رطب، شبه رطب، قاحل أولي، شبه قاحل وتكون قيمه بين (-20 إلى -40)، قاحل وتكون قيمه بين (-40 وأقل). تشهد المناطق الرطبة هطولًا أكثر من التبخر كل عام، بينما تشهد المناطق القاحلة تبخراً أكبر من هطول الأمطار سنوياً. وحسب هذا التصنيف يُعتبر 33% من مساحة اليابسة على كوكب الأرض إما قاحلة أو شبه قاحلة، وتشمل هذه الفئة مناطق جنوب غرب أمريكا الشمالية، وجنوب غرب أميركا الجنوبية، ومعظم مناطق شمال قارة أفريقيا وأجزاء صغيرة أخرى منها، والجنوب الغربي من قارة آسيا وأجزاء من شرقها، وجزاء كبيرة من قارة أستراليا. وتشير الدراسات إلى أن فعالية هطول الأمطار (PE) ضمن مؤشر رطوبة المناخ في تصنيف ثورنثويت يُبالغ في تقديره في فصول الصيف والتقليل من تأثيره في فصول الشتاء. يُمكن استخدام هذا المؤشر لتحديد عدد أنواع العواشب والثديات التي في منطقة معينة. كما يُستخدم هذا المؤشر لدراسة التغيرات المناخية.
أما التصنيفات الحرارية ضمن نظام ثورنثويت تحتوي التصنيفات التالية: منخفض الحرارة، متوسط الحرارة، مرتفع الحرارة. المناخ المُصنف بأنه منخفض الحرارة يشمل مناطق فيها موسم الصيف قصير جداً، وفيها متوسط درجات الحرارة بين 0°مئوية و14°مئوية، وفيها نسبة التبخر المحتملة بين 14 سم و43 سم. أما المناخ المُصنف بأنه متوسط الحرارة فلا يدوم فيه ارتفاع الحرارة أو انخفاضها، وفيها نسبة التبخر المحتملة بين 57 سم (22 إنش) و114 سم (45 إنش). أما المناخ المُصنف بأنه مرتفع الحرارة يكون دائماً حار ووفرة الأمطار عالية، ونسبة التبخر السنوي المحتمل أعلى من 114 سم (45 إنش).

## طرق تسجيل بيانات المناخ

### علم المناخ القديم
في علم المناخ القديم يُدرس المناخات التي سادت على الأرض في العصور السابقة من تاريخ. ويستخدم في معرفة المناخ القديم للأرض عدة أدلة كالصفائح الجليدية، وحلقات الأشجار، والرواسب، والشعاب المرجانية، والصخور. كما ويحدد هذا العلم فترات الاستقرار أو التغير التي مرت على الأرض، ويحاول معرفة ما إذا كانت هذه التغيرات تتبع دورات في أوقات محددة من عمر الأرض.

### العصر الحديث
حديثاً تستخدم عدة أجهزة لقياس عناصر المناخ منها ميزان الحرارة، والبارومتر، والمرياح. واستخدمت هذه الأجهزة في القرون القليلة الماضية فقط. وتغيرت هذه الأجهزة على مر السنين خلال الزمن الحديث، وكانت نسبة الخطأ فيها معروفة، وكذلك البيئة المباشرة وتعرضها لمتغيرات المناخ على مر السنين. وهذه البيانات يجب أن تأخذ بعين الاعتبار عند دراسة المناخ في القرون الماضية.

## التغير المناخي

متوسط درجات الحرارة العالمية منذ سنة 2010 إلى سنة 2019 مقارنة بمتوسط الحرارة بين عامي 1951 - 1978. المصدر: ناسا.

درجة الحرارة المرصودة عالمياً من وكالة ناسا (الخط الأسود) مقارنةً بمعدل درجات الحرارة بين عامي 1850-1900 الذي وضعته الحكومة الدولية المعنية بتغير المناخ قبل الثورة الصناعية. وتظهر الصورة أن الفاعل الأساسي في تغير المناخ هو النشاط البشري (الخط الأحمر)، مع وجود بعض العوامل الطبيعية البسيطة (الخط الأخضر).

تغير المناخ هو التباين في مناخ العالم أو الإقليم بمرور الزمن. وهو يعكس التغيرات في تقلبات الجو أو متوسط الحالية الجوية على مدى نطاقات زمنية تتراوح بين عقود وملايين السنين. يمكن أن تحدث هذه التغييرات بسبب العمليات الداخلية للأرض، أو بسبب القوى الخارجية (مثل الاختلافات في كثافة أشعة الشمس) أو الأنشطة البشرية كما يحدث في العقود الأخيرة.

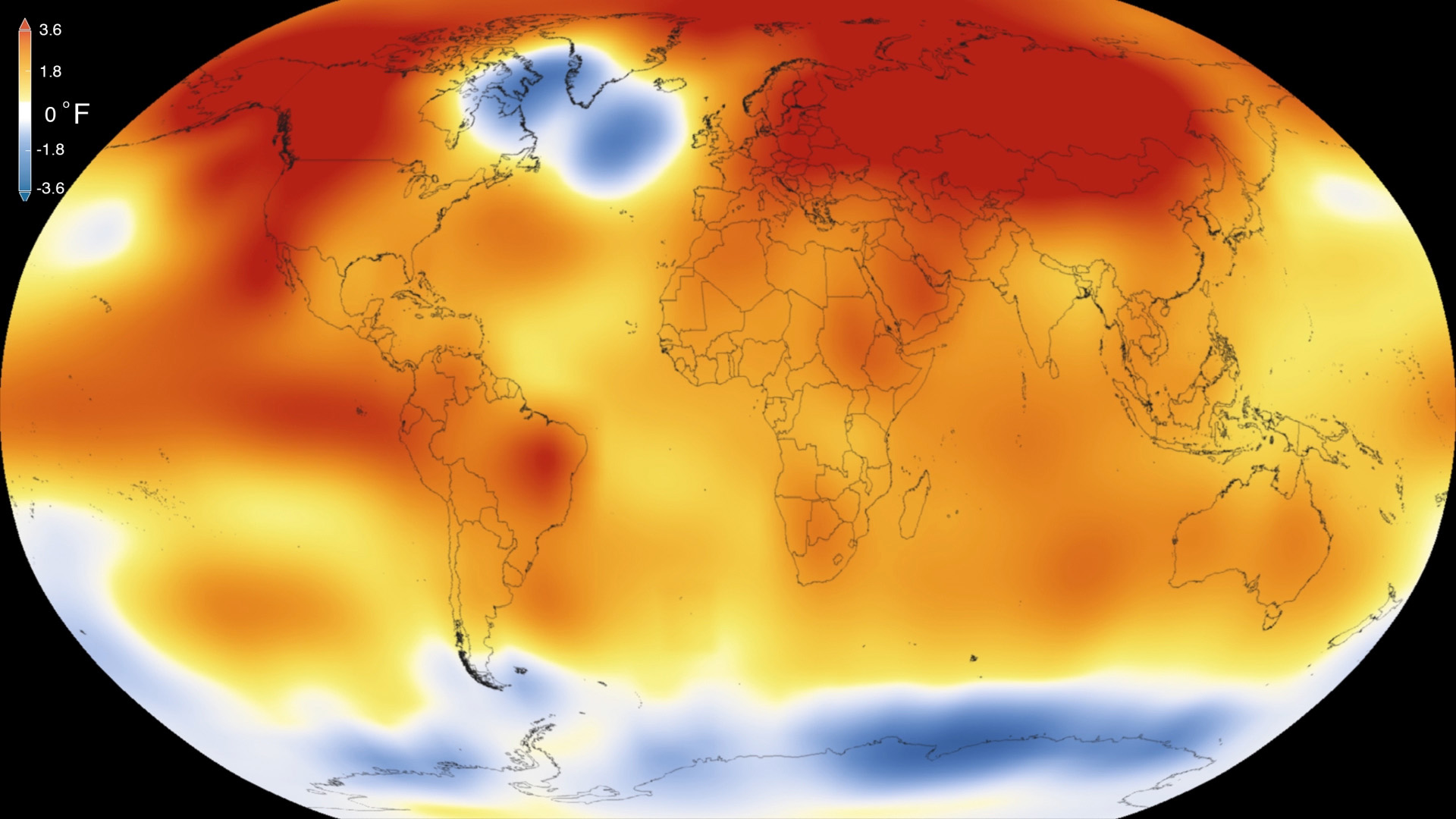
سنة 2015 هو العام الثالث الأكثر حرارة على الإطلاق منذ عام 1880، وتُشير الألوان بالصورة إلى شذوذ درجة حرارة العالم; 20 يناير 2016.

مؤخراً وخاصةً في السياسة البيئية يستخدم مصطلح «التغير المناخي» للإشارة للتغيرات المناخية الحديثة فقط، وأهم تغير يشيرون له هو تغير درجة حرارة سطح الأرض الذي يُسمى الاحترار العالمى. وأحياناً أخرى يُستخدم المصطلح للإشارة للمسببات البشرية لحدوث التغير المناخي، كما هو الحال في اتفاقية الأمم المتحدة الإطارية بشأن التغير المناخي (UNFCCC). وهذه الاتفاقية تستخدم مصطلح «التقلبات المناخية» للإشارة للمسببات غير البشرية.
في الواقع كوكب الأرض تعرض لتغيرات مناخية عديدة في الماضي، من بينها أربع عصور جليدية في الماضي، وتكون الظروف الجوية أبرد من المعتاد خلال هذه العصور، مفصولة بعصور بين جليدية. يؤدي تراكم الثلوج والجليد إلى زيادة بياض السطح، مما يؤدي إلى زيادة انعكاس أشعة الشمس إلى الفضاء، وذلك يُحافظ على انخفاض درجة الحرارة الغلاف الجوي. النشاط البركاني وغيرها ترفع نسبة الغازات الدفيئة في الغلاف الجوي، مما يُساعد على ارتفاع الحرارة وحدوث الفترات البين جليدية (فترة حارة بين عصران جليديان). ومن الأسباب المحتملة لحدوث العصور الجليدية: التغير في مواقع القارات، والتغير في مدار الأرض، والتغير في إنتاج الطاقة الشمسية، والبراكين.

### النماذج المناخية
تُستخدم النماذج المناخية لمحاكاة تفاعلات الغلاف الجوي للأرض والمحيطات وسطح الأرض والجليد بطرق كميّة. ثم يتم استخدامها في العديد من الدراسات المختلفة، مثل دراسة ديناميكية نظام الطقس والمناخ إلى دراسة توقعات المناخ المستقبلي. وجميع النماذج المناخية متوازنة، أو قد تكون تقريباً متوازنة. ويكون هذا التوازن بين الطاقة الكهرومغناطيسية الواردة إلى الأرض كالموجات القصيرة (بما فبها المرئية)، وبين الطاقة الكهرومغناطيسية الصادرة كالموجات الطويلة (بما فيها الأشعة تحت الحمراء). وأي خلل في هذا التوازن ينتج عنه تغير بدرجات الحرارة على كوكب الأرض.
في السنوات الأخيرة كثُر ذِكر عواقب زيادة غازات الدفيئة في هذه النماذج، وخاصة غاز ثاني أكسيد الكربون. وتتنبأ هذه النماذج باحتمالية تصاعد متوسط درجة حرارة الأرض، مع توقع زيادة أسرع في درجات حرارة خطوط العرض على شمال خط الاستواء.
يمكن أن تتراوح هذه النماذج بين البسيطة نسبياً إلى المعقدة:
- نموذج نقل الحرارة المشع البسيط الذي يعامل الأرض كنقطة واحدة ومتوسط الطاقة الصادرة.
- النموذج السابق يُمكن التوسع به أفقياً أو عامودياً من خلال نماذج الحمل الإشعاعي.
- أخيراً نموذج الدوران العام والذي يربط بين المحيطات والغلاف الجوي والجليد البحري، يُمكنه حل وتوضيح جميع معادلات الكتلة ونقل الطاقة وتبادل الاشعاعات.[62]

أنواع الأجهزة المستخدمة لقياس عناصر المناخ هي:
- مقياس الحرارة
- مقياس الضغط الجوي
- مقياس الريح
- جهاز قياس الرطوبة

## قراءة مُوسَّعة
- المعجم الجغرافي المناخي: علي حسن موسى.[63]

## اقرأ أيضا
- مناخ الفضاء
- طقس فضائي

## وصلات خارجية
- مشروع التنبؤ بالمناخ
- رسومات مناخية
- مناخ العالم
- الموسوعة المناخية
- البيانات المناخية العالمية
- المؤشرات المناخية
- Climate: بينات وجداول المناخ للولايات المتحدة والعالم
- مقالات وقوائم عن مناخ العالم